# Сикким
Сикки́м (непальск. सिक्किम; бхутия འབྲས་ལྗོངས་ ′Bras Ljongs; дзонг-кэ སིཁིམ; англ. Sikkim) — штат на северо-востоке Индии, в Гималаях.
Сикким имеет наименьшую численность населения среди всех штатов Индии.
Официальные языки — непали, лепча и бхутия (с 1977 года), лимбу (с 1981 года), неварский, рай, гурунг, магар, шерпский и таманг (с 1995 года), сунвар (с 1996 года). За исключением непали, остальным языкам статус официальных предоставлен в первую очередь для сохранения местной культуры и традиций.
Основные религии — индуизм и ветвь буддизма ваджраяна.
Крупнейшим городом и столицей штата является Гангток.
До 1861 года Сикким был самостоятельным княжеством под управлением династии Намгьял. С 1861 года по 1949 годы — британский протекторат. С 1949 по 1975 — индийский протекторат. С 1975 года — в составе Индии.
Сикким иногда называют последней гималайской Шангри-Ла из-за его удалённости и прекрасных высокогорных пейзажей.

## Происхождение названия
Самая распространённая версия названия «Сикким» — от комбинации двух слов языка лимбу (су «новый» и кхйим «дворец, дом») — относится к дворцу, построенному первым правителем Сиккима Пунцогом Намгьялом. По-тибетски Сикким называется «Денджонг» (тиб. འབྲས་ལྗོངས Denjong, Denzong), что означает «страна риса» или «долина риса»; также его называют «Демоджонг» (тиб. འབྲས་མོ་ལྗོངས་ Demojong). На лепча, языке коренного населения Сиккима, страна называется «Най-ма-эль» (Nye-mae-el, «рай»), а на сиккимском — «Беймул демазонг» (англ. Beymul Demazong), что означает «скрытая долина риса».

## География

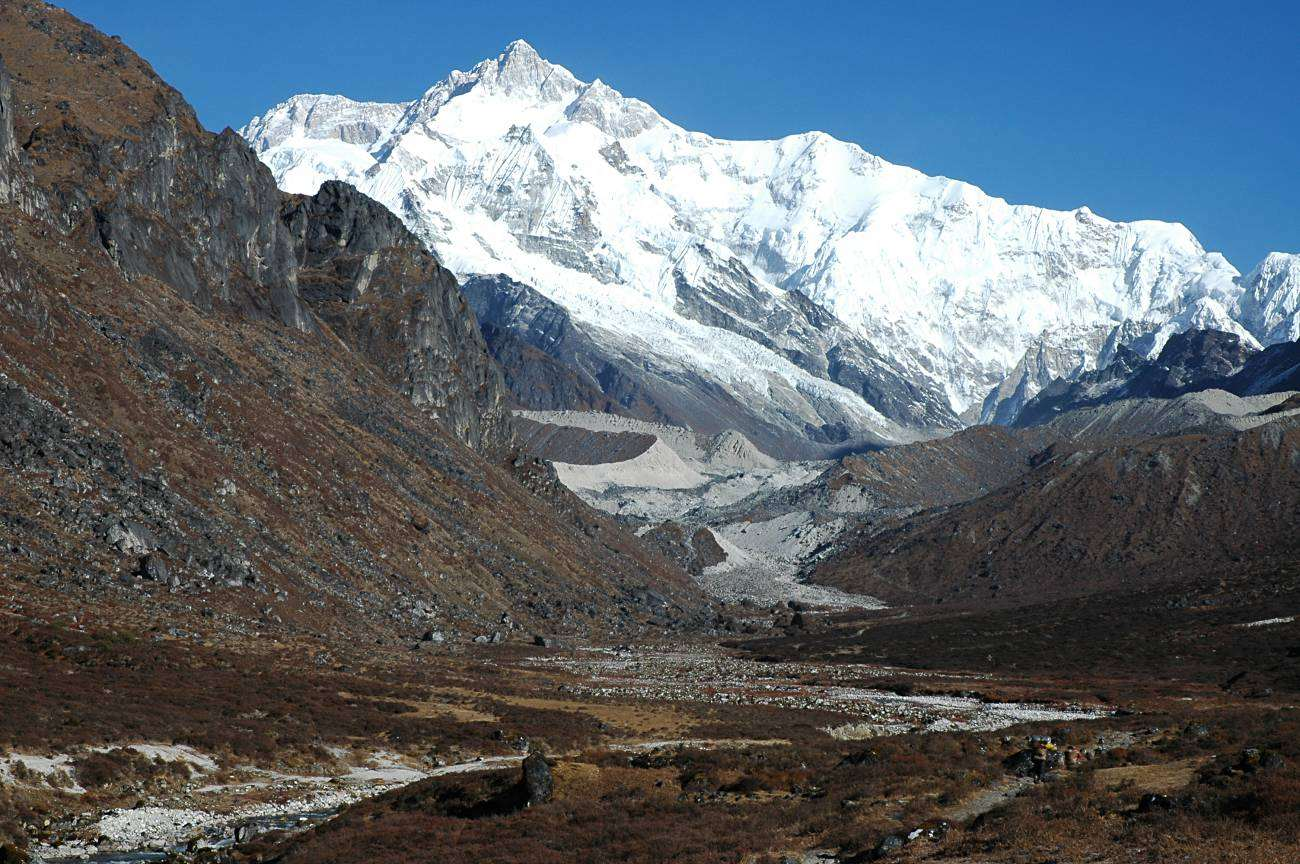
Канченджанга (8586 м), третья вершина мира

Штат граничит с Непалом на западе, Китайской Народной Республикой на севере и востоке, с Бутаном на юго-востоке, с индийским штатом Западная Бенгалия на юге. Это 28-й по площади (из 35) среди штатов и территорий Индии, площадь Сиккима составляет 7096 км².
Сикким вытянут с севера на юг на 114 км, а с запада на восток простирается на 64 км. Самая низкая точка Сиккима находится на высоте 280 м, самая высокая — гора Канченджанга — на высоте 8585 м. Около трети территории Сиккима покрыта лесами.
Обитаемые территории лежат на юге штата, в отрогах Гималаев. В Сиккиме находится 21 ледник. Основные области оледенения расположены на северо-западе штата, около Канченджанги, а также на северо-востоке. В Сиккиме насчитывается 227 высокогорных озёр и более ста рек и ручьёв. Реки Сиккима подпитываются талыми водами ледников, начинаясь на севере и востоке штата и выходя в широкие долины на западе и юге. Тиста, которую часто называют «артерией Сиккима», пересекает весь штат с севера на юг. Её протяжённость на территории Сиккима составляет 105 км. Восемь высокогорных перевалов соединяют Сикким с Тибетом, Непалом и Бутаном.

### Геология
Холмы Сиккима в основном состоят из гнейсов и сланцев, на основании которых формируются тонкие и слабые почвы. Почвы бедны минералами и органическими питательными веществами.
Полезные ископаемые Сиккима включают медную руду, доломит, известняк, графит, слюду, железную руду и уголь.
Сикким представляет собой сейсмоопасную зону. Землетрясения происходят в штате регулярно. Так, 14 февраля 2006 года произошло землетрясение магнитудой 5,7, вызвавшее разрушения, в том числе исторических зданий.

### Климат

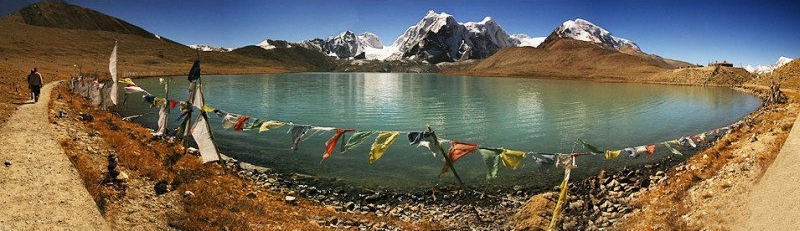
Незамерзающее озеро Гурудонгмар в Северном Сиккиме.

Благодаря высотным различиям на небольшой территории Сиккима климат существенно меняется от субтропического на юге до высокогорного (тундровая климатическая зона) на севере. Большая часть обитаемой территории расположена в умеренном климате, с максимальной температурой 28 °C летом и минимальной около 0 °C зимой. Среднегодовая температура около 18 °C. Линия снега в Гималаях проходит на высоте около 6000 метров.
Во время муссона ливневые дожди вызывают оползни. Зимой и во время муссонов часты туманы, что существенно затрудняет передвижение транспортных средств.

### Флора

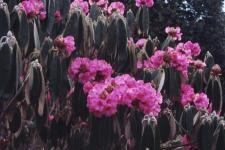
Рододендрон — национальное дерево Сиккима.

Сикким расположен в предгорьях и на склонах Гималаев и официально отнесён к одному из экорегионов Индии. Большая часть штата покрыта лесами, что обеспечивает необычайное богатство как фауны, так и флоры. Множество климатических поясов, связанное с большой разницей высот на территории штата, привело к большому разнообразию растений.
Рододендрон является символом Сиккима, 35 видов рододендронов произрастают от субтропической до высокогорной климатической зоны. Для небольших высот характерны субтропические растения. На высотах от 1 500 метров начинаются широколиственные леса. На высотах от 3 500 и 5 000 встречаются хвойные леса. Для ещё больших высот характерна альпийская тундровая растительность. В Сиккиме произрастают около 5 000 цветковых растений, включая 523 редких вида орхидей, 60 видов первоцвета, 11 видов дуба, 23 вида бамбука, а также 16 видов хвойных растений, 362 вида папоротников, из них восемь древовидных.

### Фауна

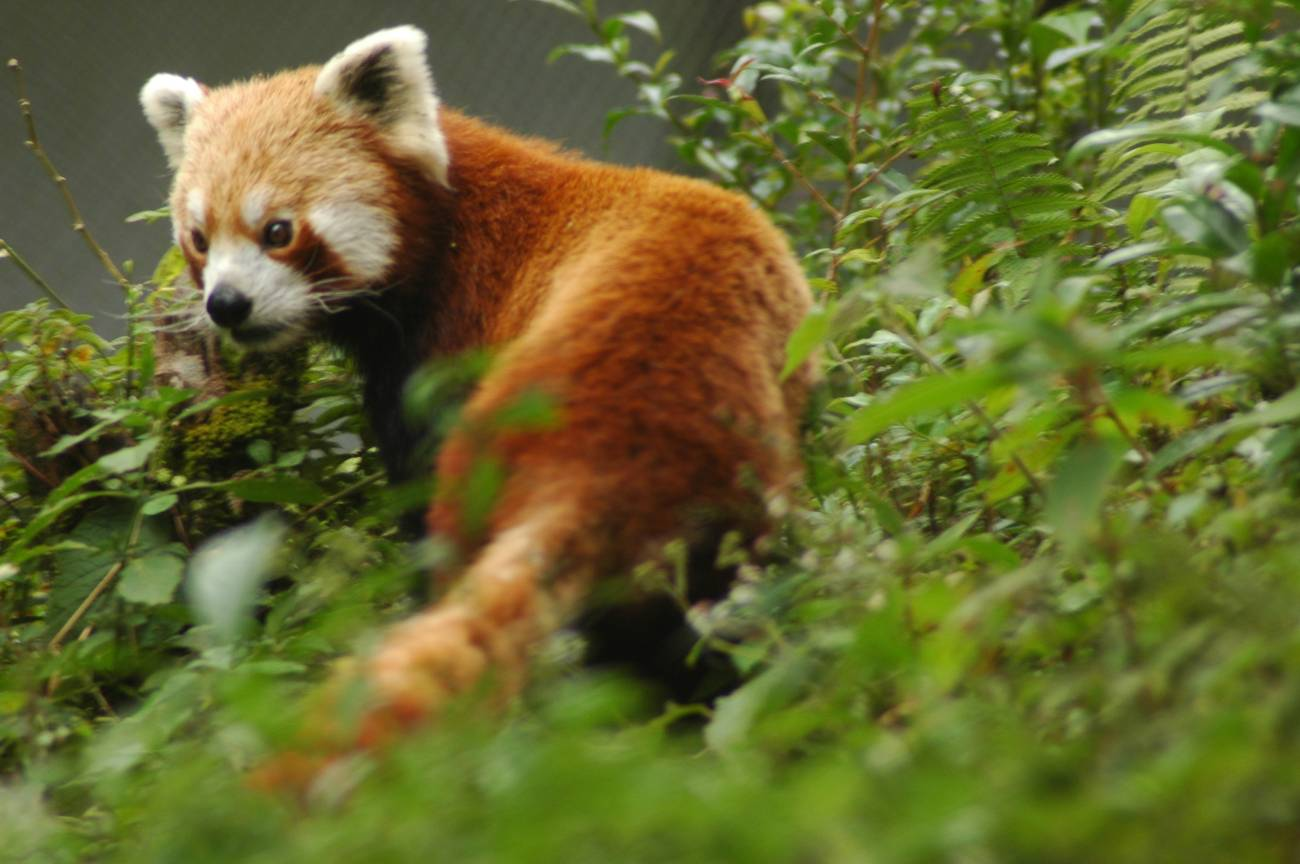
Малая панда — национальное животное Сиккима

Из млекопитающих встречаются снежный барс, кабарга, тар, малая панда. Единственное эндемичное млекопитающее — восточно-гималайский тар (Hemitragus jemhalicus schaeferi).
В Сиккиме зарегистрированы 550 видов птиц, 26 из них отнесены к редким и исчезающим.
Из 1 438 видов бабочек, известных на Индийском субконтиненте, 695 наблюдались в Сиккиме.

### Охраняемые природные территории
Несмотря на небольшую территорию, на территории Сиккима расположены шесть федеральных охраняемых природных зон: один национальный парк и пять природных заповедников (англ. wildlife sanctuaries). Все они были образованы для защиты гималайских ландшафтов. Старейшей природоохранной зоной Сиккима является национальный парк Канченджанга, основанный в 1977 году и занимающий 1784 км² территории. В будущем планируется организация ещё пяти охраняемых территорий, включая национальный парк Кьонгносиа.

## История
Первое упоминание Сиккима в письменных источниках связано с путешествием буддийского святого Гуру Ринпоче, основателя тибетского буддизма, посетившего Сикким в VIII веке. Он благословил страну, распространил в ней буддизм и предсказал установление монархии через несколько сотен лет. В XIV веке принц Кье Бумса из восточного Тибета (Кхам) совершил путешествие на юг, и его потомки позже стали королями (чогьялами) Сиккима. В 1642 году потомок Кье Бумса, Пунцог Намгьял, был в Юксоме (Юксуме) провозглашён первым королём Сиккима тремя великими ламами, независимо друг от друга пришедшими в Юксом с севера, запада и востока. Юксом стал первой столицей Сиккима.

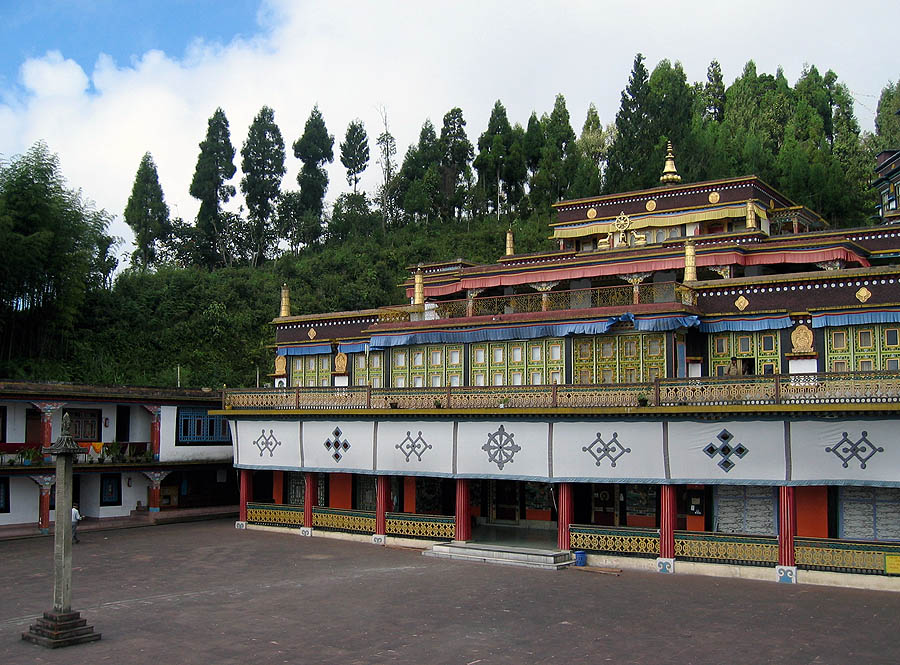
Монастырь Румтек

В 1700 году на Сикким напал Бутан, пользовавшийся поддержкой сводной сестры чогьяла, притязания которой на трон были отвергнуты. Через десять лет бутанцы были изгнаны тибетцами, восстановившими королевскую власть. В период с 1717 по 1733 годы на Сикким постоянно нападали непальцы (однажды полностью разрушившие столицу) с запада и бутанцы с востока. В результате Сикким потерял большую часть своей территории.
В 1791 году китайская династия Цин установила контроль над Сиккимом. После установления британского контроля над соседней Индией, Сикким стал искать союза с англичанами против Непала. Очередное нападение Непала на Сикким привело к вмешательству Британской Ост-Индской компании. Англо-непальская война 1814—1816 годов завершилась тем, что территория, захваченная Непалом, была возвращена Сиккиму.
В феврале 1850 года Британия послала карательную экспедицию против Сиккима, в результате чего Дарджилинг и Моранг были присоединены к Индии.

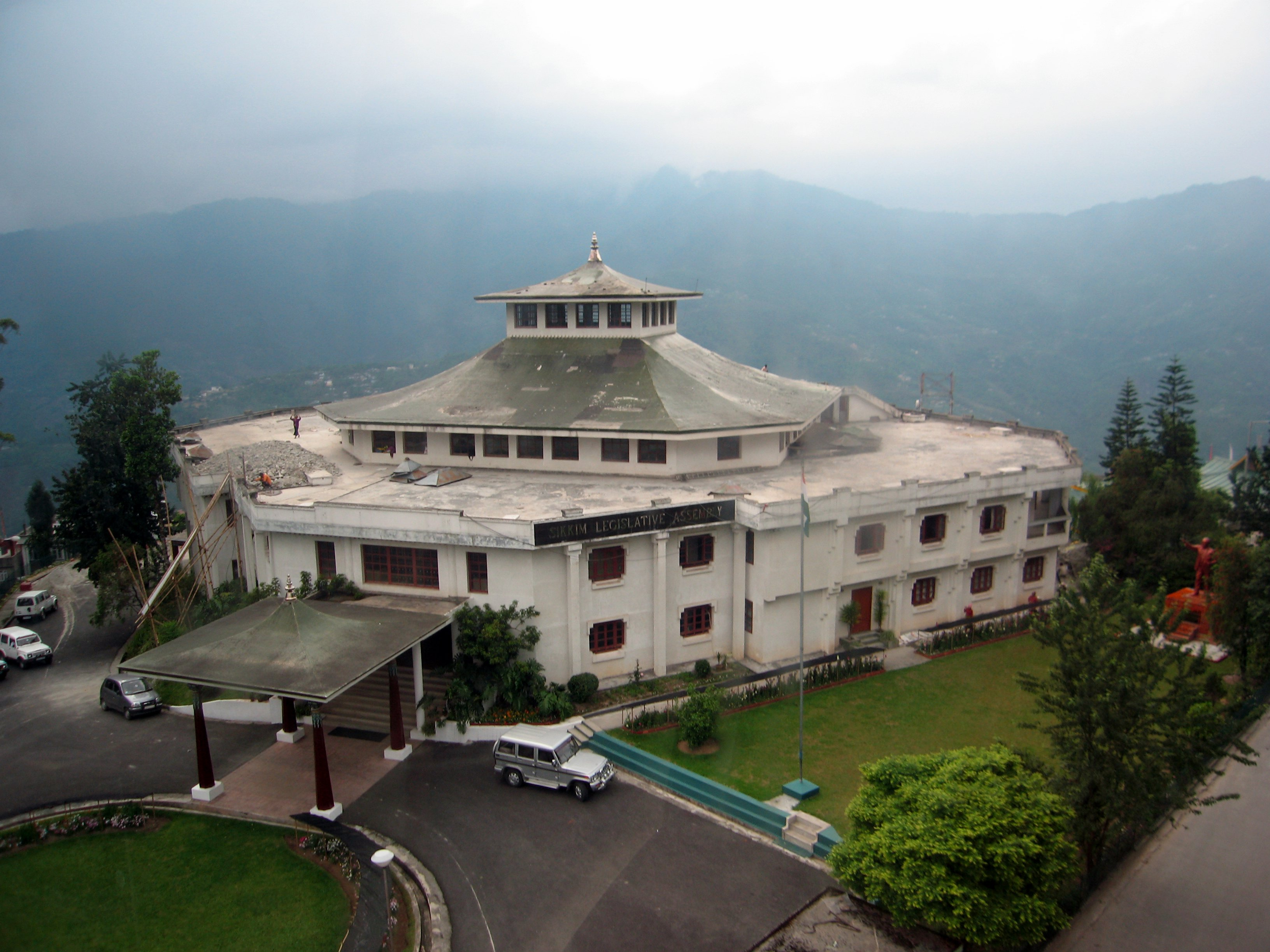
Здание Национальной Ассамблеи Сиккима в Гангтоке

В 1947 году при предоставлении Индии независимости в Сиккиме был проведён референдум, предложение о вхождении в состав Индии было отвергнуто, и премьер-министр Индии Джавахарлал Неру подписал соглашение о протекторате Индии над Сиккимом.
До 1955 года Сикким являлся абсолютной монархией, затем был учреждён Государственный совет для формирования конституционного правительства.
В 1975 году премьер-министр Кази Лхендуп Дорджи Кхангсарпа, находившийся в оппозиции чогьялу, обратился к парламенту Индии с просьбой о преобразовании Сиккима в штат Индии. В апреле индийские войска оккупировали Сикким, захватили Гангток и разоружили дворцовую охрану. Был проведён референдум, на котором 97,5 % проголосовавших (при явке в 59 %) высказались за присоединение к Индии. 16 мая 1975 года Сикким официально вошёл в состав Индии, монархия прекратила своё существование.

## Население

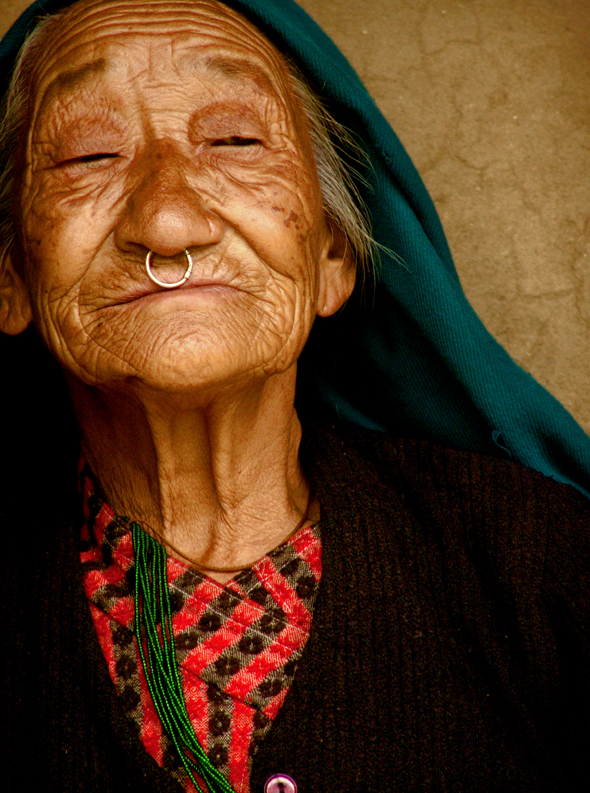
Пожилая женщина из Дарапа.

Большинство жителей современного Сиккима — потомки непальцев, переселившихся в Сикким в XVIII—XIX веках. Они говорят на непальском языке, принадлежащем к индоевропейской языковой семье. Коренное население Сиккима — бхутия, пришедшие из Тибета в XIV веке, и лепча, жившие на территории Сиккима с доисторических времён; говорят на языках сино-тибетской семьи и составляют меньшинство в штате. Монархи Сиккима, чогьялы, принадлежали к бхутия. На севере и востоке Сиккима живут тибетцы. Среди мигрантов из других областей Индии, в основном, переселившихся в Сикким после 1975 года, преобладают раджастханцы (в основном из области Мирвари), которым принадлежит большинство торговых предприятий в Южном Сиккиме и Гангтоке, бихарцы, работающие на высокооплачиваемых должностях, и бенгальцы. В Сиккиме также проживают несколько тысяч беженцев из Тибета.
На 2011 год бо́льшая часть населения Сиккима (60,9 %) исповедует индуизм, 28,1 % — буддизм, 6,6 % — христианство. Большинство в последней группе — потомки лепча, обращённых в христианство британскими миссионерами в XIX веке. Остальные лепча, а также бхутия и принадлежащие к непальцам шерпы и таманги традиционно являются буддистами, остальные непальцы — индуистами. Ислам исповедуют 1,4 % населения, в Гангтоке и Мангане есть мечети. В Сиккиме никогда не происходили межрелигиозные столкновения.
В штате четыре официальных языка: непальский, лепча, сиккимский (бхутия), лимбу. Этим языкам обучают в школе. Кроме этих языков, превалируют несколько диалектов: раи, таманг, гурунг, магар, неварский и другие. Непальский язык является универсальным средством общения в Сиккиме. Кроме того, существенная часть населения говорит на английском и хинди.
В Северном Сиккиме бхутии сохранили своё традиционное правоустройство «дзумса» (Zumsha), которое имеет официальный статус. В остальных частях Сиккима, как и в других штатах Индии, действует правовая система панчаяти радж — управление на местном уровне собранием из пяти наиболее уважаемых старейшин населённого пункта.
Сикким — самый маленький по числу жителей штат Индии; согласно переписи населения 2011 года, в нём проживало 610 577 человек, из них 323 070 мужчин и 287 507 женщин. Плотность населения — 76 человек на квадратный километр — одна из самых низких в Индии. За десять лет, с 1991 по 2001 год, население выросло на 32,98 %. Население преимущественно сельское, в городах проживает 11,06 % населения. Населённые пункты преимущественно представляют собой отдельные дома, разбросанные по склонам холмов. Больших городов нет, крупнейший и единственный значительный город Сиккима, Гангток, насчитывает около 50 000 жителей. Гангток получил статус города лишь в 1951 году, до этого в Сиккиме вовсе не было городов. Доход на душу населения в 2005 году составил 29 808 индийских рупий, что является одним из самых высоких показателей в стране. 19,2 % населения живёт ниже уровня бедности. Уровень преступности в Сиккиме — самый низкий среди штатов Индии. В 2005 году открыто 552 уголовных дела.

## Административно-территориальное деление
Сикким разделён на четыре округа, каждый из которых возглавляет назначенный центральным правительством штата инспектор района (англ. district collector). В его функции входит управление частью округа, находящейся под контролем гражданской администрации. Так как Сикким является приграничным штатом, часть его контролируется вооружёнными силами Индии, для посещения этих территорий требуется разрешение.
Центрами округов Восточный Сикким, Западный Сикким, Северный Сикким и Южный Сикким являются соответственно Гангток, Гейзинг, Манган и Намчи. Каждый из округов разделён на меньшие административные единицы: Гангток, Пакйонг и Ронгли (Восточный Сикким), Намчи и Равангла (Южный Сикким), Манган и Чунгтханг (Северный Сикким), а также Гейзинг и Соренг (Западный Сикким).

## Государственное устройство

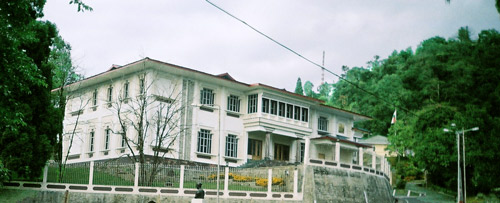
Белый Зал — резиденция Главного министра и губернатора Сиккима

Как и в других штатах Индии, главой штата Сикким является губернатор, назначаемый центральным правительством Индии. Его роль в основном церемониальная, а главная функция — привести к присяге Главного министра. Последний практически имеет всю полноту исполнительной власти и является главой партии или коалиции, получившей большинство на выборах в парламент, Губернатор назначает также других министров по представлению Главного министра. Законодательная власть Сиккима осуществляется однопалатным парламентом (Государственным собранием). Штат представлен одним представителем в каждой из двух палат парламента Индии, Лок Сабха и Раджья Сабха. В ассамблее Сиккима 32 места, одно из которых отведено для буддистской общины — Самгха. Верховный суд Сиккима — самый маленький в Индии и состоит всего из трёх судей.
После упразднения монархии и вхождения Сиккима в состав Индии в 1979 году было приведено к присяге правительство Нара Бахадура Бхандари, лидера партии Сикким Джаната Паришад. Бхандари оставался у власти также после выборов 1984 и 1989 годов, при этом на выборах 1989 года она получила все 32 места в Законодательном собрании. В результате выборов 1994 года к власти пришла партия Сиккимский демократический фронт, лидер которой, Паван Кумар Чамлинг, стал Главным министром. Партия также осталась у власти по результатам выборов 1999, 2004, 2009 и 2014 годов.
За всю историю Сиккима всего шесть человек занимали пост главного министра:
- Кази Лхендуп Дорджи Кхангсарпа, 1974—1979.
- Нар Бахадур Бхандари, 1979—1984 и 1984—1994.
- Бхим Бахадур Гурунг, 1984.
- Санчаман Лимбоо, 1994.
- Паван Кумар Чамлинг, 1994—2019.
- Прем Сингх Таманг с 2019 года.

В Сиккиме действует несколько десятков политических партий, большинство которых активны только на уровне штата и не являются региональными отделениями общеиндийских политических партий. Крупнейшей партией Сиккима является Сиккимский демократический фронт, созданный в 1993 году и выражающий в первую очередь интересы этнических непальцев. До 2019 эта партия являлась правящей, на выборах 2004 года она получила 31 место в Законодательном собрании из 32. Партия Сиккимский национальный конгресс была создана в 1961 году и стала первой политической партией Сиккима, представляющей все слои населения. До её создания все партии были национальными. Партия выиграла первые выборы 1974 года в Сиккиме и после вхождения Сиккима в состав Индии объединилась с общеиндийской партией Индийский национальный конгресс. Партия Сикким Джаната Паришад, выигравшие выборы 1979 года, в 1981 году также объединилась с Индийским национальным конгрессом, однако в 1984 году её бывший лидер и главный министр Сиккима, Нар Бахадур Бхандари, вышел из её состава и образовал новую партию, Сикким Санграм Паришад. В 1989 году она получила все места в парламенте, но не смогла выиграть выборы в следующий раз, уступив политическую сцену Сиккимскому демократическому фронту. 25 октября 2008 года Нар Бахадур Бхандари был приговорён к шести месяцам заключения за коррупцию.
С 2019 все 32 места в собрании штата занимает Сиккимский революционный фронт.
Государственные символы Сиккима: животное — малая панда, птица — багряный фазан, дерево — рододендрон, цветок — благородная орхидея (Cymbidium goeringii).

## Экономика
Экономика преимущественно аграрная, основана на традиционных методах ведения сельского хозяйства. Основными культурами, вывозимыми из штата, являются кардамон, имбирь, апельсины, яблоки, чай и орхидеи. На террасах на южных склонах Гималаев выращивают рис. Для внутреннего потребления также выращивают картофель, капусту, кукурузу, горох, пшеницу, ячмень, просо, имбирь и другие культуры. Сикким является основным производителем кардамона в Индии, как по объёму производства, так и по площади культивации. Домашние животные — буйволы, яки, овцы, козы, свиньи, мулы, домашняя птица.
Из-за гористого рельефа и недостатка инфраструктуры в штате нет крупной промышленности. Мелкая промышленность представлена пивоварением, перегонкой спирта, красильным производством и изготовлением часов. Все промышленные предприятия расположены на юге Сиккима. Экономика штата растёт на 8,3 % в год, это второй по величине показатель среди индийских территорий после Дели.

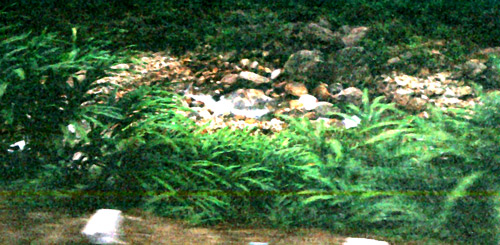
Кардамон — основная сельскохозяйственная культура Сиккима

С недавнего времени правительство Сиккима уделяет большое внимание развитию туризма. Сикким имеет огромный туристический потенциал, и развитие туризма уже существенным образом отразилось на бюджете штата, несмотря даже на необходимость получения специального разрешения на въезд в Сикким для иностранцев. Предполагается, что со временем туризм станет главной отраслью экономики Сиккима. Наиболее популярны многодневные туристические походы, альпинизм, рафтинг и горный велоспорт. Кроме того, приток туристов в Сикким стимулировал развитие специфических отраслей, таких, как ювелирное дело, производство тибетских шерстяных ковров, мелкое ремесло, ориентированное на туристов. Получили также большое развитие азартные игры. Онлайн-лотерея «Playwin» оказалась коммерчески успешной и теперь распространена по всей Индии.
В Сиккиме ведется добыча различных полезных ископаемых, включающих медную руду, доломит, известняк, графит, слюду, железную руду и уголь.
Открытие пограничного перехода между Индией и Китаем на перевале Нату-Ла 6 июля 2006 года, как ожидается, даст новый импульс развитию экономики Сиккима, хотя едва ли это развитие произойдёт быстро.

## Транспорт
В октябре 2018 года в Сиккиме открыли аэропорт.
Аэропорт окружен глубокими долинами на обоих концах взлетно-посадочной полосы длиной 1,75 км. Он имеет два перрона и здание терминала, которое может одновременно обслуживать около 100 пассажиров.
По словам пресс-секретаря индийской компании Punj Lloyd, которая построила взлетно-посадочную полосу, этот сложный рельеф и неблагоприятные погодные условия сделали этот девятилетний проект «чрезвычайно сложным и захватывающим».
Инженеры говорят, что главная задача состояла в том, чтобы провести тяжелое земляное строительство на площадке. Погода в Сикким — это муссонные дожди с апреля по сентябрь, что затрудняет работу. Холмистый ландшафт и высокая сейсмичность были одними из других проблем, с которыми сталкиваются инженеры, работающие на скалистых склонах.
Весь аэропорт, включая взлетно-посадочную полосу, был построен на месте, которое было создано путем строительства стены набережной. Пандж Ллойд говорит, что это одна из самых высоких «арматурных» стен в мире.
Вертолётная площадка в Гангтоке является единственной в штате. Ближайшая железнодорожная станция — Нью-Джалпайгури — находится в 16 км от Силигури.
Национальная автодорога 31A соединяет Силигури и Гангток. Она почти на всём своём протяжении проходит параллельно реке Тиста, пересекая границу Сиккима в Рангпо. Дорога используется многочисленными как общественными, так и частными автобусными компаниями, а также перевозками в микроавтобусах, на линиях, соединяющих аэропорт, железнодорожную станцию, Силигури и Гангток. Ответвление в Мелли ведёт в Западный Сикким. Города южного и западного Сиккима соединены дорожной сетью с севером Западной Бенгалии, в частности, Калимпонгом и Дарджилингом. Большинство дорог штата плохого качества, поэтому часто используются полноприводные автомобили. Гангток и центры округов соединены с более мелкими населёнными пунктами микроавтобусными линиями. В 2004 году правительство Сиккима располагало 124 автобусами, курсировавшими по 66 маршрутам.

## Инфраструктура
Дороги Сиккима часто страдают от оползней и затоплений, но в среднем они лучше, чем дороги аналогичного значения в других штатах Индии. Поддержанием качества дорог занимается Border Roads Organisation (BRO), подразделение вооружённых сил Индии, занимающаяся дорогами на приграничных территориях. Дороги Южного Сиккима находятся в относительно хорошем состоянии, оползни редки. 1857,35 км дорог, не входящих в ведение BRO, находятся в ведении правительства штата. Дорожная сеть с твёрдым покрытием севернее Мангана отсутствует. Севернее Мианга вовсе нет дорог.
В Сиккиме действуют несколько гидроэлектростанций, являющихся стабильным источником электроэнергии. Потребление электроэнергии на душу населения составляет 182 киловатт-часа, по сравнению с 631 среднеиндийским. 73,2 % хозяйств имеют доступ к очищенной питьевой воде. Есть много рек, поэтому в Сиккиме не бывает засух.

## Культура

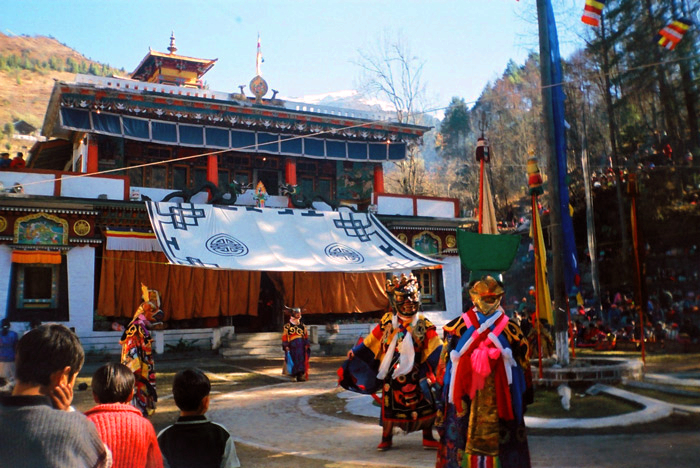
Танец Гумпа, исполняемый во время буддистского праздника Лосар в Лачунге.

Население Сиккима отмечает как индуистские (Дивали, Дасара), так и буддистские (Лосар, Сага Дава, Лхахаб Дучен, Друпка Теши и Бхумчу) праздники. Во время Лосар — тибетского нового года — большинство правительственных учреждений закрываются на неделю.
Важной и неотъемлемой частью Сиккима являются буддистские храмы и монастыри.
Важной частью сиккимской культуры являются народные танцы. Танцы разных народов, проживающих на территории Сиккима, существенно отличаются. Часто они приурочены к определённым буддийским или индуистским праздникам.
В Сиккиме получила большое распространение рок-музыка в западном стиле. Также среди населения пользуется популярностью индийская поп-музыка, а также непальский рок, стиль, сложившийся под влиянием западной рок-музыки и использующий тексты на непальском языке.
Популярный актёр Болливуда Дэнни Дензонгпа — выходец из Сиккима, его настоящее имя Церинг Пинтцог.
Футбол и крикет — два наиболее популярных вида спорта в Сиккиме. Канченджанга и другие вершины привлекают альпинистов.
Сиккимская кухня происходит из традиций народов, населяющих Сикким — непальцев, бхутия и лепча. Она имеет много общего с тибетской кухней, в частности, в ней преобладают блюда на основе лапши, такие как тхукпа (суп из лапши), чоумеин, тхантхук, фактху и гьятхук. К традиционным безалкогольным напиткам относятся мохи (слабокислое молоко) и дахи (молочный продукт). Традиционные алкогольные напитки — аналог пива, джаанр, изготовляемый из различных злаков, в том числе риса, и вино ракси. В Сиккиме самый высокий уровень алкоголизма среди всех штатов Индии.
Большинство домов в долинах и равнинных областях Сиккима сделаны из бамбука и обложены кизяком, что обеспечивает сохранение тепла, в горах — из дерева.

## Здравоохранение
Прогресс в здравоохранении после присоединения штата к Индии является одним из наиболее впечатляющих факторов социального развития Сиккима. Так, в 1989 году рождаемость и смертность составляли, соответственно, 31,4 и 9,1 на тысячу человек (в сельской местности 32,8 и 10,1; в городах 24,5 и 4,3). Эти цифры, особенно смертность в городах, выше среднеиндийских. Детская смертность составляет 32 на тысячу рождённых (2005 год). В 1965 году было введено местное самоуправление (панчаяти радж), в частности, взявшее на себя систему социального обеспечения.
Установленной правительством штата нормой является один врач на 3000 человек, одна поликлиника (англ. Primary health center) на 20 000 человек, одна большая больница (англ. Community health center) на 80 000 человек. В целом, количество больниц находится несколько менее нормы, хотя в отдельных районах даже её превышает.

## Образование
Уровень грамотности составляет 69,68 %, при этом 76,73 % среди мужчин и 61,46 % среди женщин. Правительство декларировало цель довести уровень грамотности до 100 % к 2015 году. В штате функционируют 1545 государственных и 18 частных школ разного уровня. Начальное и среднее образование бесплатное. Преподавание ведётся по-английски, хотя в большинстве школ предусмотрено изучение родного языка, правительство финансово поддерживает издание учебников. Также в Сиккиме имеются 12 учреждений высшего образования. Крупнейшее из них — технический университет Сикким Манипал, готовящий специалистов по инженерным дисциплинам, медицине и менеджменту — предлагает также заочное образование. В июле 2008 года формально начал функционировать Сиккимский университет, ректором которого является губернатор Сиккима. В настоящее время этот университет не имеет своего кампуса, строительство которого предполагается в Янганге, 28 км от Сингтама. Многие студенты предпочитают получать высшее образование за пределами штата.

## Пресса и связь
В городах Сиккима выходят ежедневные газеты на английском, хинди и непальском. Непальские и часть английских газет печатается непосредственно в штате, хинди и остальные английские — в Силигури. Важнейшие газеты — «Samay Dainik», «Sikkim Express», «Sikkim Now» (все три на английском) и «Himalibela» (на непальском). В Сиккиме также выходят региональные издания общеиндийских газет, таких как «The Statesman» и «The Telegraph» (печатаются в Силигури), и «The Hindu» и «The Times of India» (печатаются в Калькутте и доставляются в Сикким с опозданием на день). Газета «Himalaya Darpan», издаваемая в Силигури, является самым распространённым изданием на непальском языке в северо-восточной Индии. «Sikkim Herald» — официальный еженедельник правительства Сиккима. Первая газета по-непальски, имеющая онлайн-версию — «Himgiri». Сейчас выходит также и её английская онлайн-версия. Имеется также онлайн-журнал «Tistarangit», первый в Индии на непальском языке.
В столицах округов достаточно распространены интернет-кафе, но широкополосный интернет имеет очень ограниченное распространение. Сельская местность практически не имеет доступа к интернету. Большинство домов имеет возможность принимать телевизионные программы при помощи спутниковых антенн. Главными провайдерами являются Dish TV, Doordarshan и Nayuma. Четыре основных провайдера мобильной телефонной связи в Сиккиме —
BSNL, Vodafone, Reliance Infocomm и Airtel, но только BSNL обеспечивает мобильную связь на всей территории штата. Единственная радиостанция в Сиккиме — общеиндийская All India Radio.

## Достопримечательности
Ниже перечислены только некоторые достопримечательности Сиккима.

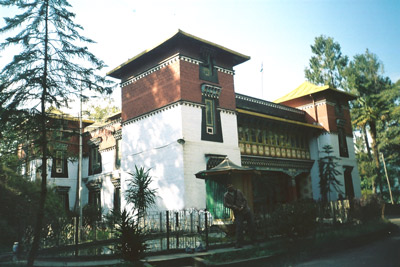
Институт тибетологии Намгьял

- Монастырь Румтек, самый большой в Сиккиме, резиденция кармапы. Основан в 1730 году, позже горел и был восстановлен на новом месте.
- Монастырь Дубди Гомпа в Юксоме, который считается старейшим в Сиккиме.
- Монастырь Пемаянгсте около Гьяльшинга, важнейший монастырь традиции Ньингма, основан в XVII веке.
- Трон, на котором короновали первого чогьяла Сиккима (находится в Юксоме).
- Институт тибетологии Намгьял. Основан в 1958 году и построен в традиционном тибетском стиле. Здесь хранится богатейшая коллекция редких буддийских книг, статуэток, танок, священных объектов.
- Руины Рабденце, второй столицы Сиккима, разрушенной непальцами в 1814 году.
- Озеро Кхечеопалри в 27 км от Пеллинга, между Гьяльшингом и Юксомом, на высоте около 2 км. Считается священным как буддистами, так и индуистами.
- Высокогорное священное озеро Чангу на дороге, соединяющей Гангток и перевал Натула. Находится в пограничной зоне, для посещения требуется особое разрешение.
- Долина Юмтанг длиной 135 км, знаменитая своими альпийскими пейзажами.

Основные мотивы, привлекающие туристов в Сикким — буддистские храмы и монастыри и природные достопримечательности.